# Steve Rudolph
Steve Rudolph (* 1949 in Evansville, Indiana) ist ein US-amerikanischer Musiker (Piano, Arrangement, Komposition) des Modern Jazz.

## Leben und Wirken
Rudolph begann zunächst Trompete  zu spielen, bevor er im Alter von 22 Jahren zum Piano wechselte. 1977 erhielt er die Gelegenheit, mit dem Tommy Dorsey Orchestra (Ghost Band) zu touren. Während dieser Zeit spielte er mit Künstlern wie Helen O’Connell, Louie Bellson, Clark Terry, Terry Gibbs, Al Grey und den Mills Brothers. Rudolph, der dann in Harrisburg, Pennsylvania lebte, arbeitete dort als Barpianist. Von dort aus tourte er mit der Harrisburg Symphony und der New World Symphony von Miami (letztere als Solist). Ferner arbeitete ab den 1980er-Jahren mit Musikern wie Jörg Widmoser (Live in Munich, 1988), Johnny Coles, Bill Goodwin, Ali Ryerson (Soul Quest, 2003), Matt Wilson, Drew Gress, Cal Collins und Vinny Valentino. Außerdem legte er eine Reihe von Aben unter eigenem Namen vor. In seiner Heimatregion ist er Co-Leader der River City Big Band und Pianist im akustischen Trio Day Dream mit Phil Haynes und Drew Gress. Im Bereich des Jazz war er laut Tom Lord zwischen 1982 und 2019 an 23 Aufnahmesessions beteiligt.
Rudolph erhielt zwei Jazz Composition Fellowships vom Pennsylvania Council on the Arts. Er wurde 1998 auf der JazzTimes Convention in New York City zum besten aufstrebenden Künstler gekürt und erhielt 1999 die höchste Auszeichnung beim Klavierwettbewerb des Seven Springs Jazz Festival des Magazines Jazziz. Weiterhin gründete er die gemeinnützige Jazzorganisation Central PA Friends of Jazz und war deren Vorsitzender.

## Diskographische Hinweise
- Jörg Widmoser/Steve Rudolph Reunion Band: Just Friends (1982)
- Everything I Love (1995), mit Dwayne Dolphin,  Roger Humphries
- Christmas with the Steve Rudolph Trio (R&L, 1998), mit Paul Langosch, Matt Wilson
- Tom Strohman & Steve Rudolph: In Our Prime (R&L, 2001), mit Steve Varner, Bill Goodwin
- Joe Hunt: Trio (2002), mit Steve Meashey
- Steve Rudolph Trio Live! (2005), mit Steve Meashey, Joe Hunt
- Day Dream: Originals (2019), mit Phil Haynes, Drew Gress